# Златисточерен саламандър
Златисточерните саламандри (Plethodon welleri) са вид земноводни от семейство Безбелодробни саламандри (Plethodontidae).
Срещат се в ограничен район в южната част на Апалачите.
Таксонът е описан за пръв път от американския херпетолог Чарлз Фредерик Уокър през 1931 година.